# Люльково
Люльково — деревня в Никольском районе Вологодской области.
Входит в состав Зеленцовского сельского поселения, с точки зрения административно-территориального деления — в Зеленцовский сельсовет.
Расстояние по автодороге до районного центра Никольска — 62 км, до центра муниципального образования Зеленцово — 2 км. Ближайшие населённые пункты — Скочково, Зеленцово, Слуда.
По переписи 2002 года население — 190 человек (91 мужчина, 99 женщин). Всё население — русские.